# Quận của tỉnh Aisne
5 quận của tỉnh Aisne gồm:
1. Quận Château-Thierry, (quận lỵ: Château-Thierry) với 5 tổng và 123 xã. Dân số của quận này là 66.077 người năm 1990, 68.570 người năm 1999, tăng trưởng dân số là 3.77%.
2. Quận Laon, (tỉnh lỵ của tỉnh Aisne: Laon) với 13 tổng và 278 xã. Dân số của quận này là 163.625 người năm 1990, và 162.873 người năm 1999, tăng trưởng dân số là 0.46%.
3. Quận Saint-Quentin, (quận lỵ: Saint-Quentin, Aisne) với 9 tổng và 126 xã. Dân số của quận này là 137.621 người năm 1990, và 134.597 người năm 1999, tăng trưởng dân số là 2.2%.
4. Quận Soissons, (quận lỵ: Soissons) với 7 tổng và 159 xã. Dân số của quận này là 99.362 người năm 1990, và 100.627 người năm 1999, tăng trưởng dân số là 1.27%.
5. Quận Vervins, (quận lỵ: Vervins) với 8 tổng và 130 xã. Dân số của quận này là 70.574 người năm 1990, và 68.822 người năm 1999, tăng trưởng dân số là 2.48%.